# 보잉 377 스트라토크루저

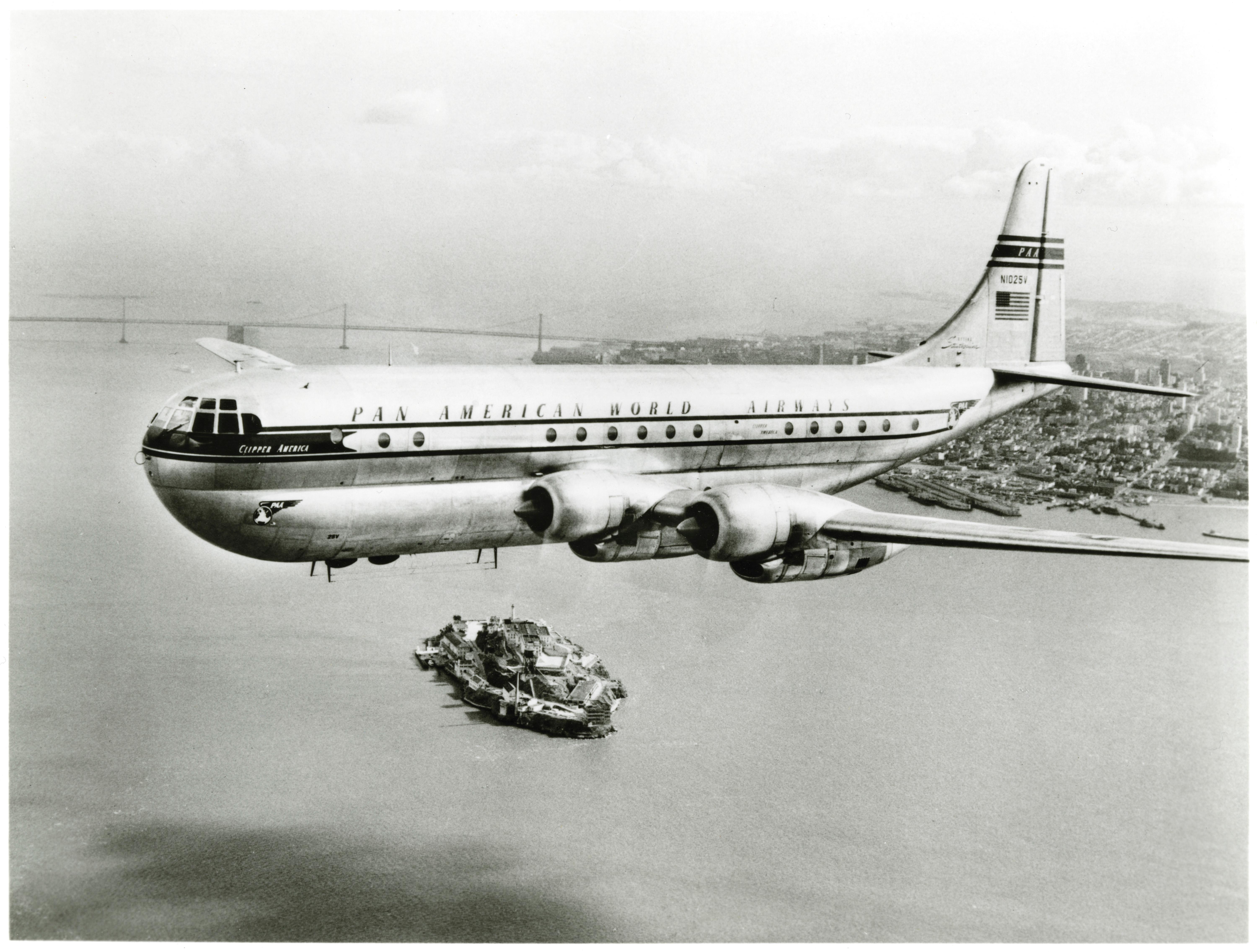

보잉 377 스트라토크루저(Boeing 377 Stratocruiser)는 B-29 슈퍼포트리스의 파생형인 보잉 C-97 군용 수송기를 기반으로 개발된 대형 장거리 여객기이다. 스트라토크루저의 첫 비행은 1947년 7월 8일에 있었다. 이 디자인은 당시에 비해 발전했다. 상대적으로 혁신적인 기능(완전히 새로운 것은 아니지만)에는 승객 데크 2개와 여압 객실이 포함되었다. 메인 데크에는 최대 100명, 하부 데크 라운지에는 14명의 승객을 태울 수 있다. 일반적인 좌석은 63~84명의 승객 또는 28명의 정석 승객과 5명의 좌석 승객을 위한 것이었다.
스트라토크루저는 더글러스 DC-6 및 록히드 컨스텔레이션보다 크고 구매 및 운영 비용이 더 많이 든다. 신뢰성은 주로 4개의 28기통 Pratt & Whitney R-4360 Wasp Major 방사형 엔진의 문제와 프로펠러의 구조 및 제어 문제로 인해 그다지 좋지 않았다. 단일 프로토타입과 함께 항공사를 위해 모델 377은 55대만 제작되었다. 377은 또한 NASA의 제미니 우주 프로그램을 위해 존 M. 콘로이(John M. Conroy)에 의해 Aero Spacelines Pregnant Guppy로 바뀌었다.

## 같이 보기
- 보잉 B-29 슈퍼포트리스
- 더글러스 DC-7
- 록히드 L-188 일렉트라
- 록히드 L-1049 슈퍼컨스텔레이션